# Cyclosa oculata
Cyclosa oculata là một loài nhện trong họ Araneidae.
Loài này thuộc chi Cyclosa, được Charles Athanase Walckenaer miêu tả năm 1802.

## Hình ảnh

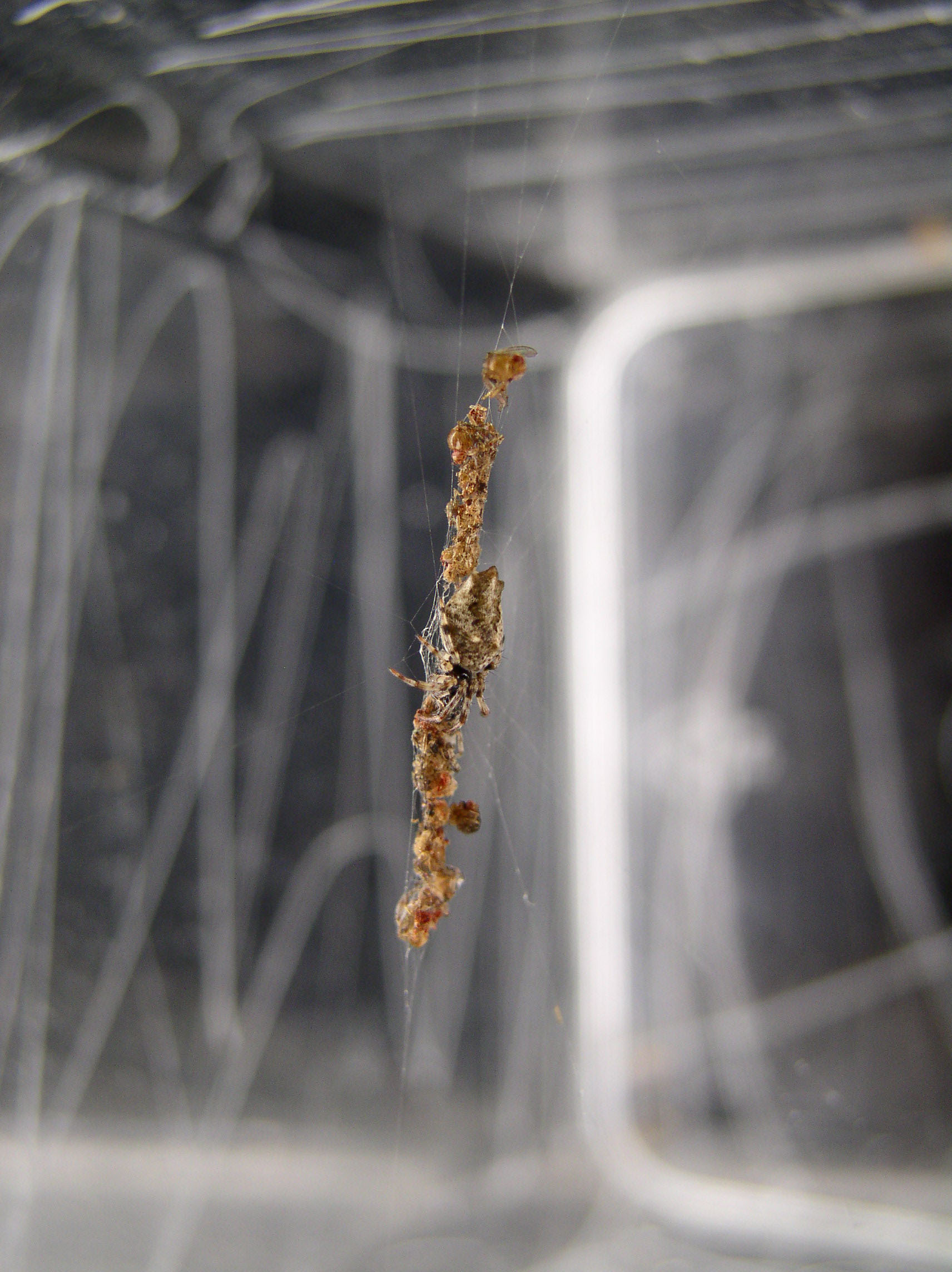
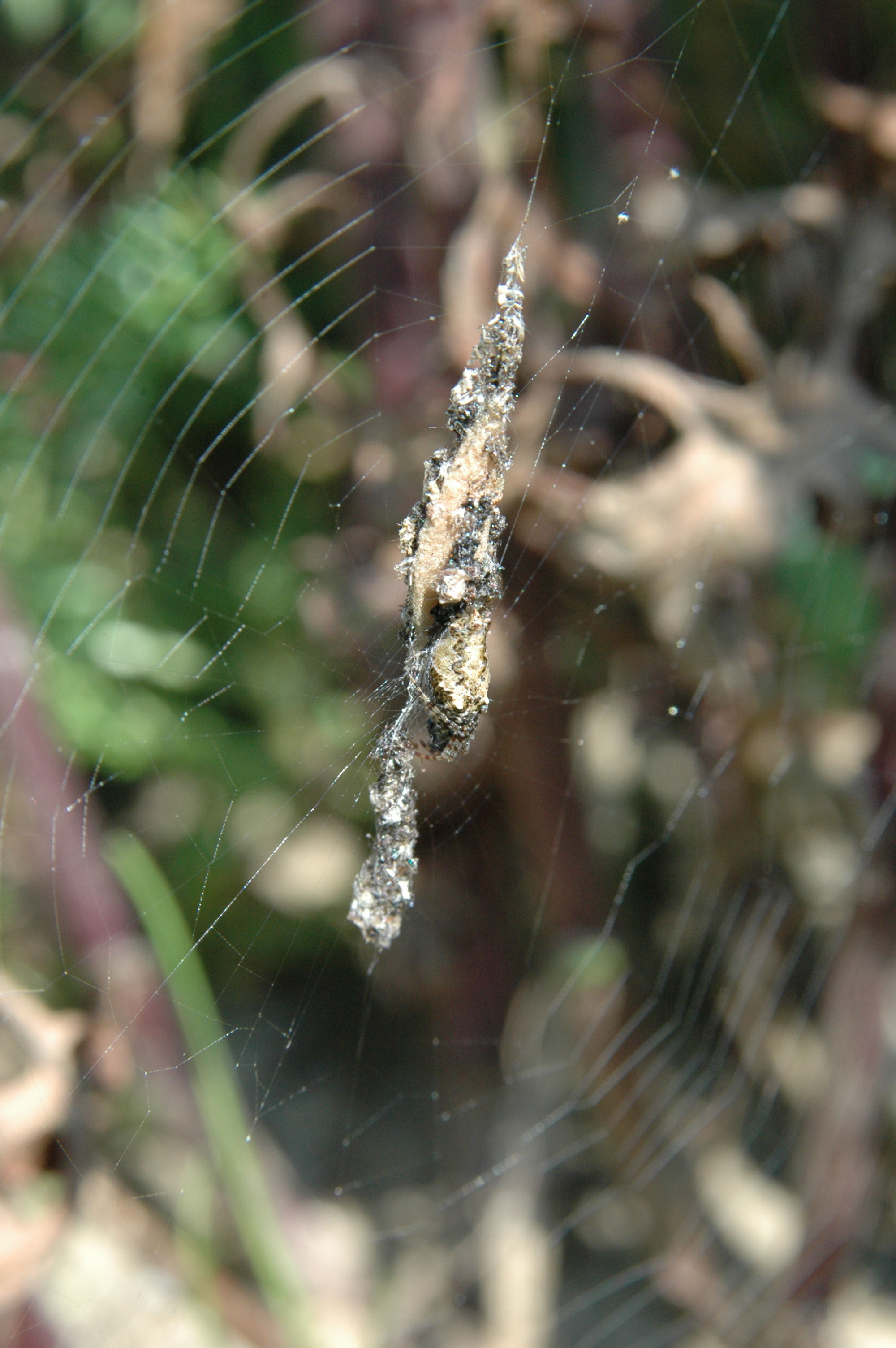